# 王南华
王南华（1941年—），汉族，中华人民共和国政治人物、第十一届全国政协委员。
担任中国航天科技集团公司五院五〇二所科技委副主任。2008年，当选第十一届全国政协委员，代表科学技术界，分入第三十组。